# رضا شفیع
رضا شفیع (زادهٔ ۱۳۰۹، تهران) بازیگر سینما اهل ایران بود.

## بازیگر
- صمد به شهر می‌رود (۱۳۵۸)
- صمد خوشبخت می‌شود (۱۳۵۴)
- بزن بریم دزدی (۱۳۵۳)
- صمد آرتیست می‌شود (۱۳۵۳)
- ماشین مشتی ممدلی (۱۳۵۳)
- صمد به مدرسه می‌رود (۱۳۵۲)
- حکیم‌باشی (۱۳۵۱)
- صمد و سامی، لیلا و لی لی (۱۳۵۱)
- صمد و فولاد زره دیو (۱۳۵۱)
- صمد و قالیچه حضرت سلیمان (۱۳۵۰)
- عمو یادگار (۱۳۵۰)
- حادثه جویان (۱۳۴۹)
- سرنوشت (۱۳۴۶)
- آقا موچول (۱۳۴۵)
- بی عشق هرگز (۱۳۴۵)
- ببر کوهستان (۱۳۴۴)
- مرد ده میلیون تومانی (۱۳۴۴)
- من مادرم (۱۳۴۴)
- دختر ولگرد (۱۳۴۳)
- دختران با معرفت (۱۳۴۳)
- شیطان در می‌زند (۱۳۴۳)
- گناه من چیست (۱۳۴۳)
- جاده مرگ (۱۳۴۲)
- زنگ‌های خطر (۱۳۴۲)
- ستاره‌ای چشمک زد (۱۳۴۲)
- فرار (۱۳۴۲)
- پنجه (۱۳۴۱)
- حاجی جبار در پاریس (۱۳۳۹)
- فردا روشن است (۱۳۳۹)
- صفرعلی (۱۳۳۹)